# 貴陽街 (臺北市)

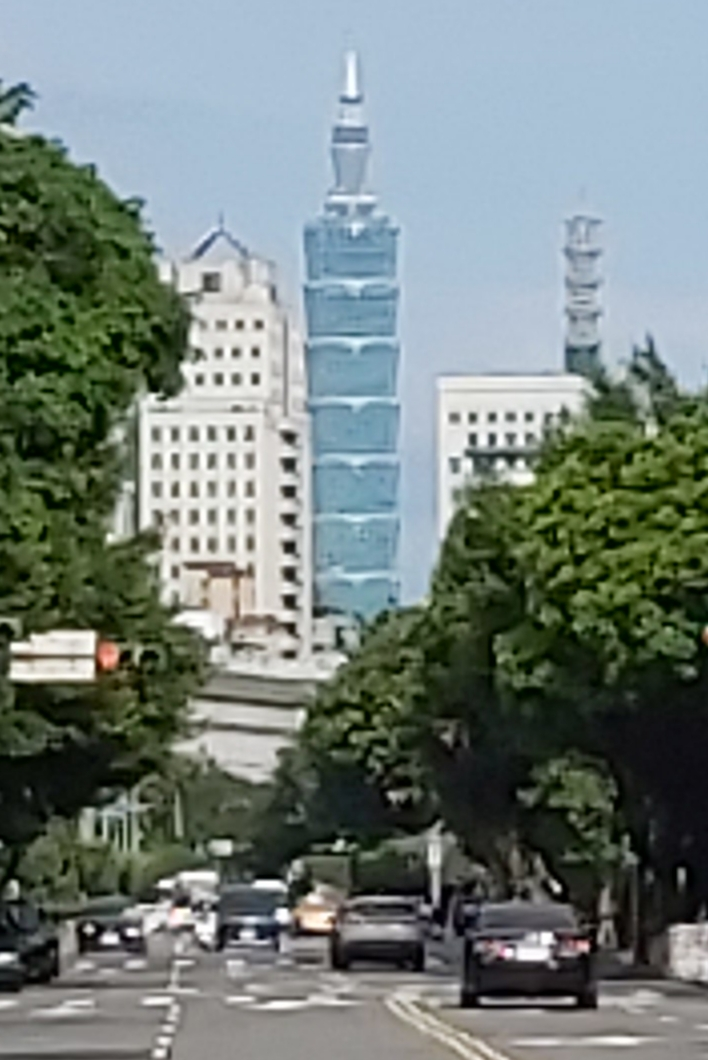
臺北101金融大樓（中）與交通通訊傳播大樓的貴陽街視角。

貴陽街是一條位於台北市的街道，路名源自貴州省貴陽市，行經中正區和萬華區，以中華路分為兩段，二段為單行道。其中西園路以西的部分是艋舺的起點，被稱作台北第一街，是台北市最古老的街道。過去分為大溪口街、歡慈市街、直興街、草店尾街、祖師廟橫街等，直到1947年改為今名。

## 沿革
淡水河第一水門附近，因新店溪、大漢溪匯流而擴大河面，過去被稱為大溪口。清代康熙年間漳、泉漢人在台北開墾時，在此與行獨木舟的平埔族族人交易番薯，形成了俗稱番薯市的市集，以及老街番薯市街。後來大溪口邊平埔族語稱為「莽葛」（巴賽語：Bangka）的獨木舟群聚，附近便取讀音近似的「艋舺」為名。
乾隆年間，媽祖廟、土地公廟、清水祖師廟出現，老街也跟著向東擴展。西園路至西昌街為直街仔或稱直興街，即新興宮前直往東的街道。土地公廟至康定路口清水祖師廟一帶為草店尾街，因早年以草厝作為店舖。後泉州同安人在祖師廟後方，今日貴陽街、柳州街、永福街一帶形成八甲庄，以祖師廟前街、祖師廟後街與老街相交。1877年牧師馬偕來到艋舺傳教，並在此建立艋舺教會。
日治時期因艋舺街道狹窄，空襲時容易引起大火，因此於1908年實施市區改正，番薯市街拓寬取直，接通至第一高女校門口，並雅化改為歡慈市街。

## 沿線設施
- 一段
  - 介壽公園
  - 北一女中（重慶南路口）
  - 國防部貴陽大樓（54號）
  - 東吳大學城中校區（56號）
  - 臺北市城中社會福利綜合大樓（60號）
  - 臺灣銀行公庫部（120號）
  - 臺灣高等法院民事庭大廈（233號）
  - 最高檢察署（235號）
  - 國軍歷史文物館（243號）

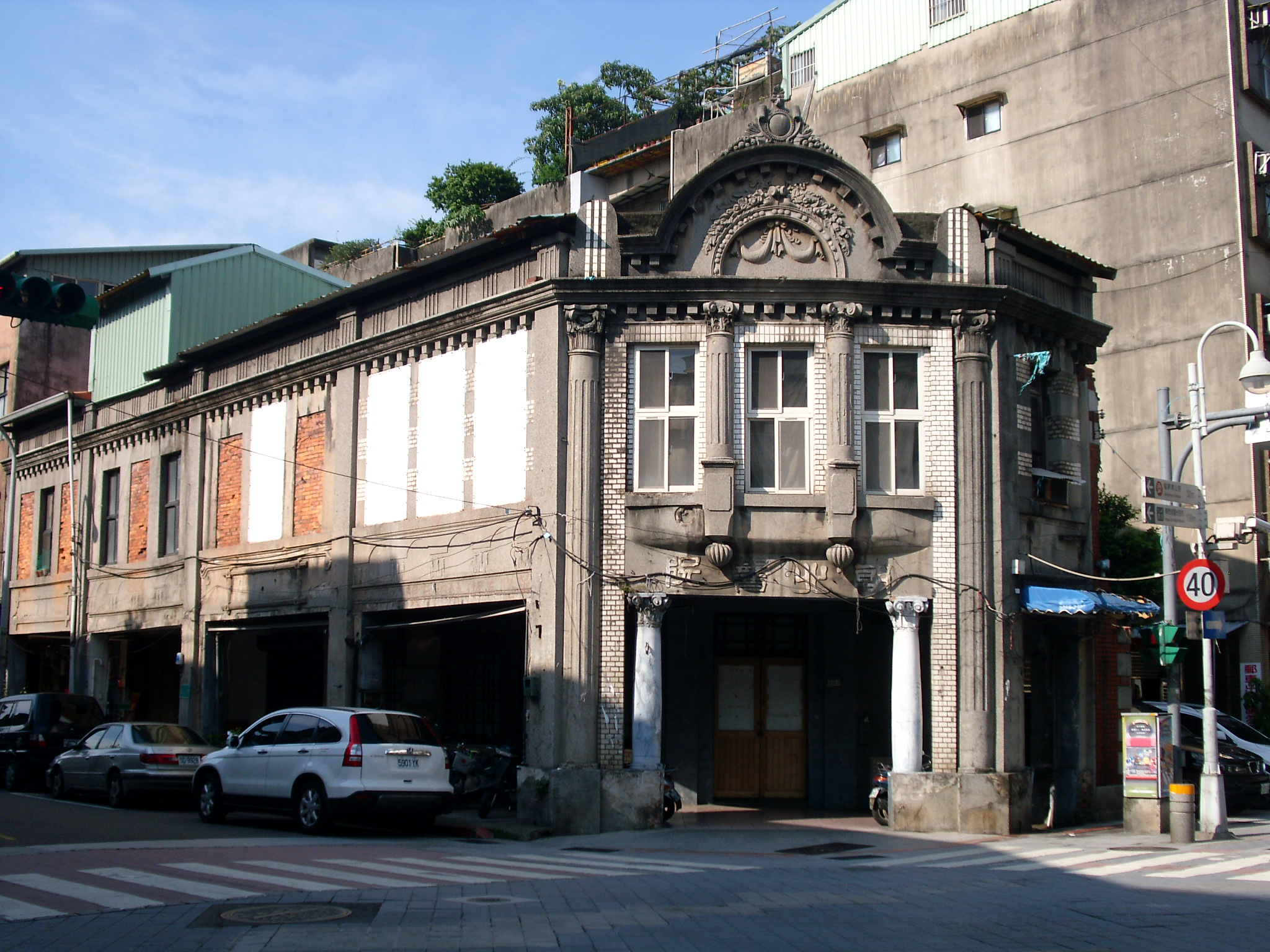
朝北醫院

  - 國防部福利事業管理處中華福利站（243之1號）

- 二段
  - 臺灣銀行萬華分行（26號1至2樓）
  - 司法院第二辦公室、臺灣臺北地方檢察署第二辦公室（26號3至9樓）
  - 台灣基督長老教會艋舺教會（94號）
  - 朝北醫院舊址（181號）
  - 艋舺青山宮（218號）
  - 艋舺平安寶塔（114巷27號）

## 外部連結
- 台北第一 艋舺老街 （页面存档备份，存于）
- 2008-10-16【台北市萬華區】【老街】台北第一街貴陽街 （页面存档备份，存于）
- 我和馬偕博士的一點因緣 （页面存档备份，存于）